# Sarcy
Sarcy ist eine französische Gemeinde mit 268 Einwohnern (Stand: 1. Januar 2022) im Département Marne in der Region Grand Est (vor 2016: Champagne-Ardenne). Sie gehört zum Arrondissement Reims und zum Kanton Dormans-Paysages de Champagne.

## Geographie
Sarcy liegt etwa 15 Kilometer westsüdwestlich von Reims am Ardre. Umgeben wird Sarcy von den Nachbargemeinden Poilly im Norden und Nordwesten, Bouleuse im Norden und Nordosten, Aubilly im Osten und Nordosten, Bligny im Osten und Südosten, Chaumuzy im Süden, Chambrecy im Süden und Südwesten sowie Ville-en-Tardenois im Westen und Südwesten.

## Bevölkerungsentwicklung
| Jahr                       | 1962 | 1968 | 1975 | 1982 | 1990 | 1999 | 2006 | 2018 |
| Einwohner                  | 172  | 179  | 190  | 220  | 220  | 239  | 247  | 256  |
| Quellen: Cassini und INSEE |      |      |      |      |      |      |      |      |

## Sehenswürdigkeiten
- Kirche Saint-Just, 1925 wieder errichtet

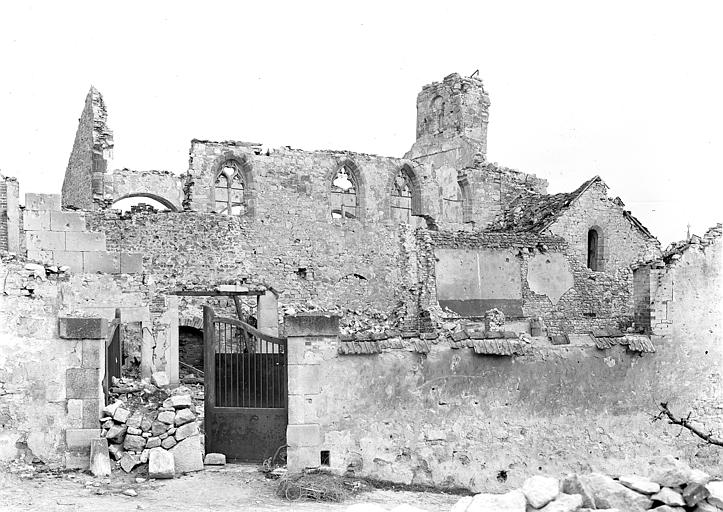
Im Ersten Weltkrieg zerstörte Kirche Saint-Just